# Laccoporus
Laccoporus es un género de coleópteros adéfagos  perteneciente a la familia Dytiscidae.

## Especies
- Laccoporus nigritulus	(Gschwendtner 1936)
- Laccoporus viator	Balfour-Browne 1939